# Сергий (Чашин)
Митрополит Сергий (в миру Николай Николаевич Чашин; род. 19 июня 1974, Комсомольский, Мордовская АССР) — архиерей Русской православной церкви, митрополит Сингапурский и Юго-Восточно-Азиатский, глава Патриаршего экзархата в Юго-Восточной Азии, член Межсоборного присутствия Русской православной церкви. Брат архиепископа Николая (Чашина).

## Биография
Из семьи служащего. Мать — Волгина Ирина Сергеевна (1948 г. р., в 1993 году пострижена в монашество с именем Варвара, с 1995 года настоятельница (игумения) Рождество-Богородицкого Южно-Уссурийского женского монастыря Владивостокской епархии). В 1991 году окончил среднюю школу посёлка Наровчат Пензенской области.
16 марта 1993 года епископом Владивостокским и Приморским Вениамином (Пушкарём) пострижен в монашество с именем Сергий в честь преподобного Сергия Радонежского. Тем же владыкой рукоположён 7 апреля 1993 года во диакона.
С 9 августа 1993 года нёс послушание секретаря Владивостокской епархии.
1 сентября 1995 года назначен проректором Владивостокского духовного училища.
17 февраля 1996 года епископом Владивостокским и Приморским Вениамином (Пушкарём) был рукоположён в сан пресвитера.
2 апреля 1997 года назначен настоятелем храма в честь Успения Божией Матери города Владивостока. По его словам, «Осень стояла на дворе. 97 год. Нужно было готовиться к зиме. Никакого отопления здесь, конечно, не было. Топилась только печка, и то одна. Готовили храм к Пасхе. Пол стелили, делали алтарь. Временные комнаты для отдыха, для трапезы. Никакой канализации не было. Так и начали жить. Люди приходили, помогали. Отец Олег, тогда ещё просто Олег, мальчишка, помогал, вы потом с о. Тимофеем здесь появились, много людей помогало. С Божией помощью на Пасху 98 года состоялась первая Божественная литургия. Ночь я служил в Свято-Никольском кафедральном соборе без причастия, а позднюю праздничную службу совершал уже здесь. Конечно, много народа собралось».
В 2000 году возведён в сан игумена.
В феврале 2003 года сопровождал архиепископа Вениамина во время его паломнической поездки на Афон. В середине августа посетил представительство Русской православной церкви в Королевстве Таиланд в Бангкоке.
20 июня 2004 года награждён крестом с украшениями.
В мае 2005 года возведён в сан архимандрита.
22 июля 2005 года назначен председателем организационной комиссии по подготовке пребывания в епархии мощей святого великомученика Георгия Победоносца, состоявшегося с 7 по 17 августа.

### Архиерейство
26 декабря 2006 года решением Священного синода Русской православной церкви архимандриту Сергию определено быть епископом Уссурийским, викарием Владивостокской епархии.
14 февраля 2007 года в крестовом храме Всех святых, в земле Российской просиявших, Патриаршей и синодальной резиденция в Даниловом монастыре состоялось его наречение во епископа.
15 февраля в кафедральном соборном храме Христа Спасителя за Божественной литургией — архиерейская хиротония, которую совершили патриарх Московский и всея Руси Алексий II, митрополит Крутицкий и Коломенский Ювеналий, митрополит Калужский и Боровский Климент, архиепископ Благовещенский и Тындинский Гавриил (Стеблюченко), архиепископ Костромской и Галичский Александр (Могилёв), архиепископ Истринский Арсений (Епифанов), архиепископ Владивостокский и Приморский Вениамин (Пушкарь), архиепископ Хабаровский и Приамурский Марк (Тужиков), епископы Абаканский и Кызылский Ионафан (Елецких), епископ Ставропольский и Владикавказский Феофан (Ашурков), епископ Шаргородский Пантелеимон (Бащук), епископ Дмитровский Александр (Агриков), епископ Южно-Сахалинский и Курильский Даниил (Доровских), епископ Люберецкий Вениамин (Зарицкий), епископ Бронницкий Амвросий (Ермаков), епископ Магнитогорский Феофилакт (Курьянов).
Целью назначения викарного епископа было масштабное расширение миссионерской деятельности в регионе, а также более оптимальное распределение церковно-административной нагрузки в руководстве епархии.
12 октября 2007 года Священный синод поручил епископу Сергию духовное руководство православной общиной в Сингапуре, принятой в юрисдикцию Русской православной церкви.
31 марта 2009 года на первом заседании Священного синода под председательством патриарха Кирилла назначен епископом Солнечногорским, викарием Московской епархии. 1 апреля распоряжением патриарха Кирилла назначен руководителем административного секретариата, ответственного за решение в рамках патриархии административных, хозяйственных, кадровых, юридических, протокольных и информационных вопросов. 9 апреля 2009 года указом патриарха Кирилла № 34 назначен настоятелем храма Живоначальной Троицы — Патриаршего подворья в Останкине города Москвы и приписных к нему храмов и часовен. 27 мая 2009 года назначен членом новообразованной наградной комиссии при патриархе Московском и всея Руси. 27 июля 2009 года решением Священного синода включён в состав новообразованного Межсоборного присутствия Русской православной церкви.
22 марта 2011 года решением Священного синода включён в состав Высшего церковного совета Русской православной церкви.
26 декабря 2012 года решением Священного синода епископу Сергию было поручено архипастырское окормление Михаило-Архангельского прихода в городе Куала-Лумпуре.
10-13 августа 2015 года по благословению патриарха Московского и всея Руси Кирилла впервые посетил Республику Филиппины.
21 октября 2016 года решением Священного синода назначен управляющим приходами Московского патриархата во Вьетнаме, Индонезии, Камбодже, Лаосе, Малайзии, Сингапуре, Филиппинах, КНДР, Республике Корея с оставлением в должности руководителя административного секретариата Московской патриархии.
20 ноября 2016 года за Божественной литургией в храме Христа Спасителя в Москве в ходе празднования 70-летия патриарха Кирилла «за усердное служение Церкви Божией» был возведён в сан архиепископа.
1 февраля 2017 года решением Священного синода включён в состав созданного тогда же организационного комитета по реализации программы общецерковных мероприятий к 100-летию начала эпохи гонений на Русскую православную церковь.
28 декабря 2018 года назначен архиепископом Сингапурским и Юго-Восточно-Азиатским, Патриаршим экзархом Юго-Восточной Азии.
7 января 2019 года за вечерним богослужением в храме Христа Спасителя в Москве патриархом Кириллом в связи с назначением экзархом возведён в сан митрополита.
26 февраля 2019 года Священный синод образовал в составе Патриаршего экзархата Юго-Восточной Азии Корейскую, Сингапурскую, Таиландскую, Филиппинско-Вьетнамскую епархии и назначил митрополита Сергия правящим архиереем Сингапурской епархии и временным управляющим остальными тремя. 4 апреля того же года освобождён от временного управления Корейской епархией в связи с назначением на неё архиепископа Феофана (Кима).
23 июля 2019 года распоряжением патриарха Кирилла освобождён от должности руководителя Административного секретариата Московской патриархии с выражением благодарности за добросовестное и эффективное осуществление служебных обязанностей.
30 сентября 2019 года решением Священного Синода исключён из состава Высшего Церковного Совета.

## Награды
церковные
- Орден святого апостола и евангелиста Марка II степени Александрийской православной церкви (11 апреля 2010)[28]
- Орден святых Первоверховных апостолов Петра и Павла II степени (Антиохийская православная церковь, 13 ноября 2011)[29]
- Орден святителя Алексия, митрополита Московского III степени (7 апреля 2013)[30]
- Золотой крест ордена святого апостола Павла (Элладская православная церковь, 3 июня 2013)[31]
- Орден Святого царя Константина (Сербская Православная Церковь; 3 июня 2013)[32]
- Орден Святого Саввы II степени (Сербская православная церковь; 16 ноября 2014[33])

светские
- Медаль ордена «За заслуги перед Отечеством» II степени (28 декабря 2000 года) — за большой вклад в укрепление гражданского мира и возрождение духовно-нравственных традиций[34];
- юбилейная медаль в честь 1000-летия Ярославля;
- медаль за участие в боевых походах кораблей ТОФ;
- крест графа Муравьева-Амурского I—III ст.;
- знак отличия «За заслуги в укреплении сотрудничества со Счетной палатой РФ»;
- наградной крест Российского казачества «За веру и верность России»;
- Юбилейная медаль «300 лет Российскому флоту».